# Да Чжао
Монастырь Да Чжао (монг. Их зуу?, ᠶᠡᠬᠡ ᠵᠤᠤ?; кит. 大召寺 — Да Чжао) — буддистский монастырь расположенный в районе Юйцюань городского округа Хух-Хото, Внутренняя Монголия, КНР. Это самый большой храм в городе, расположен в узком переулке, к западу от Тундао Нань Цзе.
Основан монгольским Алтан-ханом в 1557 году. Окончательно построен в 1579 году. Вскоре в 1580 или 1581 году у монастыря Их Зуу возник город Хух-Хото. В Да Чжао хранятся святыни, посвященные визиту известного Цинского императора Канси в конце XVII века, а также фрески в коридоре. Одно из многих сокровищ храма — трёхметровая серебряная статуя Будды Шакьямуни. Да Чжао имеет внушительную коллекцию музыкальных инструментов и скульптуру дракона, связанную с монгольскими легендами.
Ансамбль монастыря деревянной постройки расположен с севера на юг и состоит из главных ворот, дворца Небесных ворот, залов Будды, Прозрения и Канонов, различных хозяйственных и жилых зданий.
Монастырь является местом проведения различных буддийских праздников.